# Tomatarella markli
Tomatarella markli är en insektsart som beskrevs av Douglas E. Kimmins 1952. Tomatarella markli ingår i släktet Tomatarella och familjen myrlejonsländor. Inga underarter finns listade i Catalogue of Life.